# Octopus sanctaehelenae
Octopus sanctaehelenae är en bläckfiskart som beskrevs av Robson 1929. Octopus sanctaehelenae ingår i släktet Octopus och familjen Octopodidae. Inga underarter finns listade i Catalogue of Life.